# Jua
Jua is een bestuurslaag in het regentschap Aceh Selatan van de provincie Atjeh, Indonesië. Jua telt 125 inwoners (volkstelling 2010).